# Ágreda
Ágreda – hiszpańskie miasto w regionie Kastylia i León, położone w prowincji Soria.